# Szreniawa (województwo lubuskie)
Szreniawa (niem. Schönforst) – wieś w Polsce położona w województwie lubuskim, w powiecie wschowskim, w gminie Sława.

## Historia
Wieś historycznie związana jest z Wielkopolską. Założona została w XVI wieku. Po raz pierwszy wzmiankowana w dokumencie z 1570 jako "Srzeniawa" kiedy została lokowana.
Miejscowość była własnością kościelną i należała do opactwa cystersów w Przemęcie. Założona została w XVI wieku w miejsce wyciętego lasu. W 1570 opat przemęcki Jan Węgorzewski uznał, że las Ławnicza Dąbrowa nie przynosi opactwu żadnego pożytku. Nadał go Janowi Nizakowi ze wsi klasztornej Łupica w celu wykarczowania w tym miejscu ról sołeckich i założenia wsi Szreniawa. Około 1578 opat ten wydzierżawił wsie Ciosaniec i Szreniawę Andrzejowi Opalińskiemu. W 1580 miejscowość leżała w powiecie kościańskim Korony Królestwa Polskiego, w parafii Przemęt. W tym roku odnotowano pobór podatków od 12 zagrodników, 5 komorników po 8 groszy, od 4 komorników po 2 grosze. W 1603 miejscowość należała do parafii Stary Klasztor.
Wieś duchowna, własność opata cystersów w Przemęcie pod koniec XVI wieku leżała w powiecie kościańskim województwa poznańskiego w Rzeczypospolitej Obojga Narodów.
W wyniku II rozbioru Rzeczypospolitej w 1793, miejscowość przeszła w posiadanie Prus i jak cała Wielkopolska znalazła się w zaborze pruskim.
W latach 1975–1998 miejscowość położona była w województwie zielonogórskim.

## Zabytki
Do wojewódzkiego rejestru zabytków wpisany jest:
- kapliczka przydrożna, z XIX wieku.